# Пероз II (кушаншах)

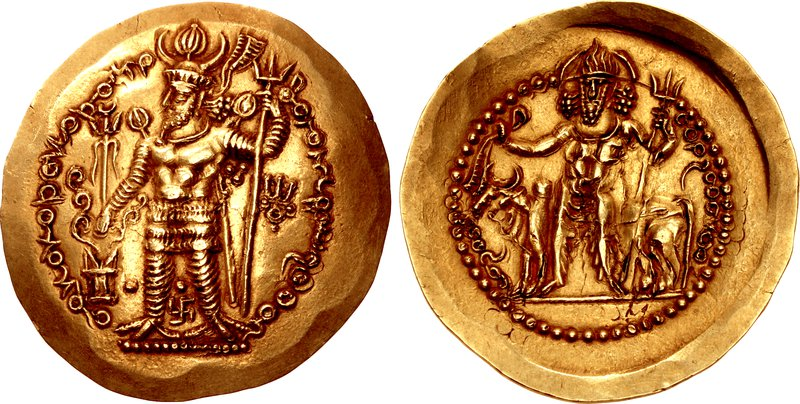
Монета Пероза II

Пероз II (д/н — 330) — 5-й кушаншах в 303-330 годах. Его имя со среднеперсидского языка переводится как «Победитель».

## Жизнеописание
Происходил из династии Сасанидов. О родителях подлинные сведения отсутствуют. По разным версиям был сыном шахиншаха Ормизда II или кушаншаха Хормизда II.
Занял трон в 303 году. При его господстве начинается постепенный упадок государства, поскольку было утрачено влияние на Тарим, Фергану, Чач, северную Трансоксиану. Впрочем, продолжил чеканку собственной золотой и медной монеты по кушанскому и сасанидскому образцам. Пытался укрепить государство, пострадавшее в прежние времена от беспорядков. Для этого отказался от попыток обрести независимость от Персии, что отразилось в принятии титула «большой кушаншах» вместо «большой шахиншах кушан». К концу господства удалось в целом возродить экономическую мощь, но зависимость от персидского шахиншаха усилилась.
Умер в 330 году. Ему наследовал сын Бахрам.